# Annemie Neyts-Uyttebroeck
Annemie Neyts-Uyttebroeck este un om politic belgian, membru al Parlamentului European în perioada 2004-2009 din partea Belgiei.
1. ↑   https://www.lachambre.be/kvvcr/showpage.cfm?section=/depute&language=fr&cfm=cvview54.cfm?key=00131&lactivity=51 Lipsește sau este vid: |title= (ajutor)
2. ↑   https://www.lachambre.be/kvvcr/showpage.cfm?section=/depute&language=fr&cfm=cvview54.cfm?key=00131&lactivity=48 Lipsește sau este vid: |title= (ajutor)
3. ↑   https://www.lachambre.be/kvvcr/showpage.cfm?section=/depute&language=fr&cfm=cvview54.cfm?key=00131&lactivity=47 Lipsește sau este vid: |title= (ajutor)